# Krumbach (Biebertal)
Krumbach ist ein Ortsteil der Gemeinde Biebertal im mittelhessischen Landkreis Gießen.
Das Dorf liegt im Gleiberger Land im nördlichen Teil der Gemeinde. 

## Geschichte

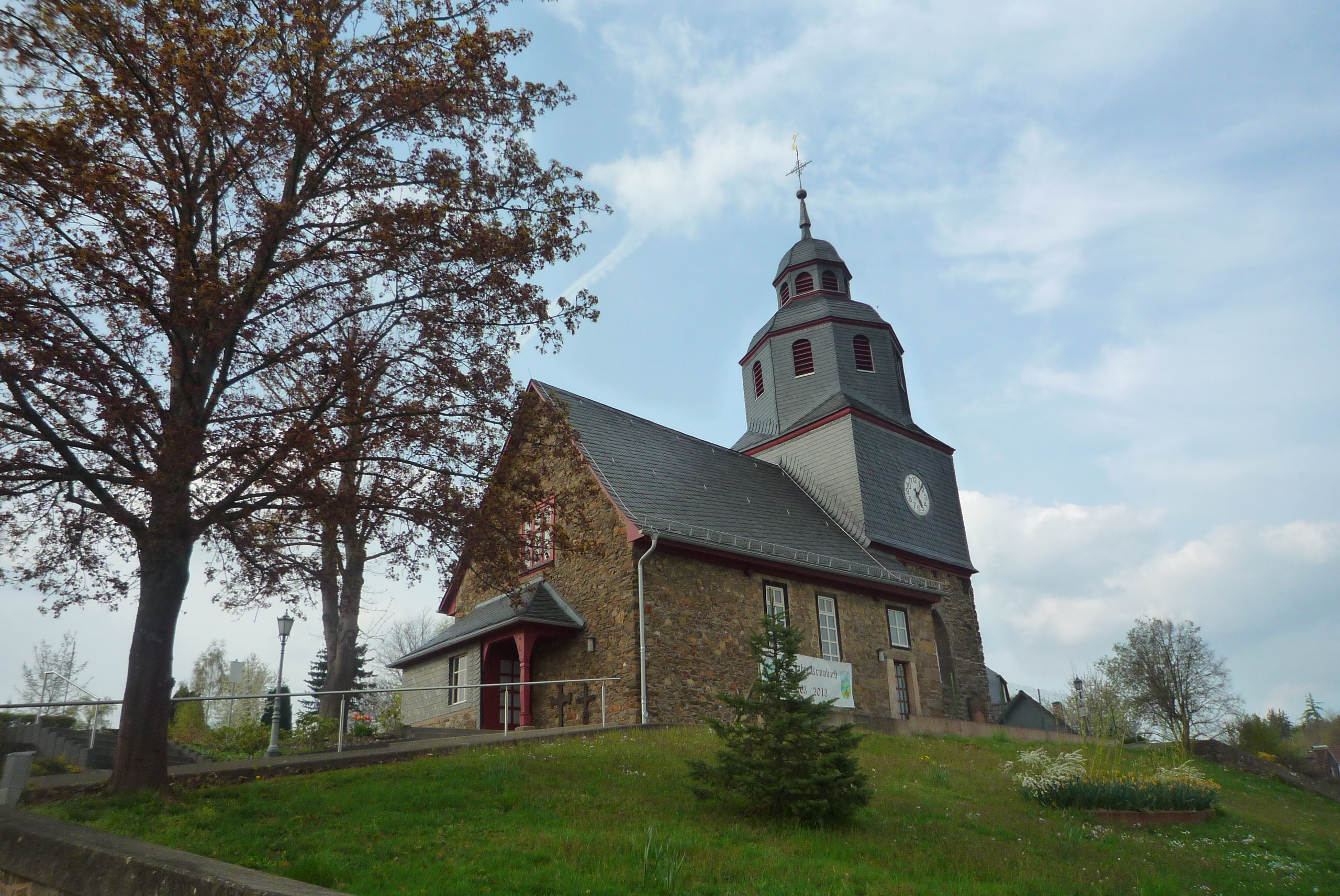
Evangelische Kirche

### Ortsgeschichte
Krumbach entstand im 9. Jahrhundert und wurde erstmals 1261 urkundlich erwähnt. Damals hieß der Ort Chrumpbach, später Krumpbach und heute Krumbach, also am krummen Bach, der tatsächlich um Krumbach einen Bogen zieht. In erhaltenen Urkunden wurde Krumbach auch unter den folgenden Ortsnamen erwähnt (in Klammern das Jahr der Erwähnung): Crumbach (1261, 1263) und Krombach (1502).
Die Statistisch-topographisch-historische Beschreibung des Großherzogthums Hessen berichtet 1830 über Krumbach:

„Krumbach (L. Bez. Giessen) evangel. Pfarrdorf; liegt 2 1⁄2 St. von Giessen, hat 46 Häuser und 265 Einwohner, die außer einem Katholiken evangelisch sind. Die Einwohner sind mit Ausnahme einiger Handwerker alle Bauern.“

Im Zuge der Gebietsreform in Hessen fusionierte die selbstständige Gemeinde Krumbach am 1. Dezember 1970 freiwillig mit den Gemeinden Fellingshausen, Krumbach, Rodheim-Bieber und Vetzberg zur neuen Großgemeinde Biebertal. Für Krumbach wurde wie für alle ehemals eigenständigen Gemeinden ein Ortsbezirk mit Ortsbeirat und Ortsvorsteher eingerichtet. Der Sitz der Gemeindeverwaltung wurde Rodheim-Bieber.

### Verwaltungsgeschichte im Überblick
Die folgende Liste zeigt die Staaten und Verwaltungseinheiten, denen Krumbach angehört(e):
- vor 1567 Heiliges Römisches Reich, Landgrafschaft Hessen, Amt Blankenstein
- ab 1567: Heiliges Römisches Reich, Landgrafschaft Hessen-Marburg, Amt Blankenstein[9]
- 1604–1648: Heiliges Römisches Reich, strittig zwischen Landgrafschaft Hessen-Darmstadt und Landgrafschaft Hessen-Kassel (Hessenkrieg)
- ab 1604: Heiliges Römisches Reich, Landgrafschaft Hessen-Kassel, Amt Blankenstein
- ab 1627: Heiliges Römisches Reich, Landgrafschaft Hessen-Darmstadt, Oberfürstentum Hessen, Amt Blankenstein, Obergericht[10][11]
- ab 1806: Großherzogtum Hessen,[Anm. 2] Fürstentum Ober-Hessen, Amt Blankenstein, Land- und Rügengericht[12]
- ab 1815: Großherzogtum Hessen, Provinz Oberhessen, Amt Blankenstein[13]
- ab 1821: Großherzogtum Hessen, Provinz Oberhessen, Landratsbezirk Gießen[Anm. 3]
- ab 1832: Großherzogtum Hessen, Provinz Oberhessen, Kreis Gießen
- ab 1848: Großherzogtum Hessen, Regierungsbezirk Gießen
- ab 1852: Großherzogtum Hessen, Provinz Oberhessen, Kreis Gießen
- ab 1867: Norddeutscher Bund,[Anm. 4] Königreich Preußen,[Anm. 5] Provinz Hessen-Nassau,  Regierungsbezirk Wiesbaden, Kreis Biedenkopf (übergangsweise Hinterlandkreis)[11]
- ab 1871: Deutsches Reich, Königreich Preußen, Provinz Hessen-Nassau, Regierungsbezirk Wiesbaden, Kreis Biedenkopf
- ab 1918: Deutsches Reich (Weimarer Republik), Freistaat Preußen, Provinz Hessen-Nassau, Regierungsbezirk Wiesbaden, Kreis Biedenkopf
- ab 1932: Deutsches Reich, Freistaat Preußen, Provinz Hessen-Nassau, Regierungsbezirk Wiesbaden, Kreis Wetzlar
- ab 1944: Deutsches Reich, Freistaat Preußen, Provinz Nassau, Landkreis Wetzlar
- ab 1945: Amerikanische Besatzungszone,[Anm. 6] Groß-Hessen, Regierungsbezirk Wiesbaden, Landkreis Wetzlar
- ab 1946: Amerikanische Besatzungszone, Hessen, Regierungsbezirk Wiesbaden, Landkreis Wetzlar
- ab 1949: Bundesrepublik Deutschland, Hessen, Regierungsbezirk Wiesbaden, Landkreis Wetzlar
- ab 1968: Bundesrepublik Deutschland, Hessen, Regierungsbezirk Darmstadt, Landkreis Wetzlar
- ab 1970: Bundesrepublik Deutschland, Land Hessen, Regierungsbezirk Darmstadt, Landkreis Wetzlar, Gemeinde Biebertal[Anm. 7]
- ab 1977: Bundesrepublik Deutschland, Land Hessen, Regierungsbezirk Darmstadt, Lahn-Dill-Kreis, Gemeinde Biebertal
- ab 1979: Bundesrepublik Deutschland, Land Hessen, Regierungsbezirk Darmstadt, Landkreis Gießen, Gemeinde Biebertal
- ab 1981: Bundesrepublik Deutschland, Land Hessen, Regierungsbezirk Gießen, Landkreis Gießen, Gemeinde Biebertal

### Gerichte seit 1803
In der Landgrafschaft Hessen-Darmstadt wurde mit Ausführungsverordnung vom 9. Dezember 1803 das Gerichtswesen neu organisiert. Für das Fürstentum Oberhessen (ab 1815 Provinz Oberhessen) wurde das „Hofgericht Gießen“ eingerichtet. Es war für normale bürgerliche Streitsachen Gericht der zweiten Instanz, für standesherrliche Familienrechtssachen und Kriminalfälle die erste Instanz. Übergeordnet war das Oberappellationsgericht Darmstadt. Die Rechtsprechung der ersten Instanz wurde durch die Ämter bzw. Standesherren vorgenommen und somit war für Krumbach das „Amt Blankenstein“ zuständig. Nach der Gründung des Großherzogtums Hessen 1806 wurden die Aufgaben der ersten Instanz 1821 im Rahmen der Trennung von Rechtsprechung und Verwaltung auf die neu geschaffenen Land- bzw. Stadtgerichte übertragen. „Stadtgericht Gießen“ war daher von 1821 bis 1866 die Bezeichnung für das erstinstanzliche Gericht, das für Krumbach zuständig war.
Nach der Abtretung des nordwestlichen Teil des Landkreises Gießen und mit ihm auch Krumbach an Preußen, infolge des Friedensvertrags vom 3. September 1866 zwischen dem Großherzogtum Hessen und dem Königreich Preußen, wurde Krumbach vom Stadtgericht Gießen abgetrennt. Im Juni 1867 erging eine königliche Verordnung, die die Gerichtsverfassung im vormaligen Herzogtum Nassau und den vormals zum Großherzogtum Hessen gehörenden Gebietsteilen neu ordnete. Die bisherigen Gerichtsbehörden sollten aufgehoben und durch Amtsgerichte in erster, Kreisgerichte in zweiter und ein Appellationsgericht in dritter Instanz ersetzt werden. Im Zuge dessen erfolgte am 1. September 1867 die Umbenennung des bisherigen Landgerichts in Amtsgericht Gladenbach und die Zulegung Krumbach zu diesem Gericht. Die Gerichte der übergeordneten Instanzen waren das Kreisgericht Dillenburg und das Appellationsgericht Wiesbaden. Aufgrund des Gerichtsverfassungsgesetzes 1877 kam es mit Wirkung zum 1. Oktober 1879 zum Wechsel des Amtsgerichts in den Bezirk des neu errichteten Landgerichts Marburg. Mit dem Wechsel Frankenbachs 1932 in den Kreis Wetzlar wechselte es auch in den Bereich des Amtsgerichts Wetzlar.
Am 1. August 1979 wechselte Krumbach mit der Gemeinde Biebertal zum Bereich des Amtsgerichts Gießen.

## Bevölkerung
Einwohnerstruktur 2011
Nach den Erhebungen des Zensus 2011 lebten am Stichtag dem 9. Mai 2011 in Krumbach 759 Einwohner. Darunter waren 15 (2,0 %) Ausländer. Nach dem Lebensalter waren 111 Einwohner unter 18 Jahren, 300 zwischen 18 und 49, 186 zwischen 50 und 64 und 165 Einwohner waren älter. Die Einwohner lebten in 333 Haushalten. Davon waren 99 Singlehaushalte, 105 Paare ohne Kinder und 105 Paare mit Kindern, sowie 18 Alleinerziehende und 3 Wohngemeinschaften. In 75 Haushalten lebten ausschließlich Senioren und in 217 Haushaltungen lebten keine Senioren.
Einwohnerentwicklung
| Quelle: Historisches Ortslexikon |                          |
| • 1502:                          | 016 Hausgesesse          |
| • 1577:                          | 039 Haushaltungen        |
| • 1629:                          | 026 Haushaltungen        |
| • 1742:                          | 049 Haushaltungen        |
| • 1806:                          | 225 Einwohner, 44 Häuser |
| • 1829:                          | 265 Einwohner, 46 Häuser |

| Krumbach: Einwohnerzahlen von 1791 bis 2011 | Krumbach: Einwohnerzahlen von 1791 bis 2011 | Krumbach: Einwohnerzahlen von 1791 bis 2011 | Krumbach: Einwohnerzahlen von 1791 bis 2011 | Krumbach: Einwohnerzahlen von 1791 bis 2011 |
| --- | ------------------------------------------- | ------------------------------------------- | ------------------------------------------- | ------------------------------------------- |
| Jahr |                                             |                                             |                                             | Einwohner                                   |
| 1791 | 1791                                        |                                             | 204                                         | 204                                         |
| 1800 | 1800                                        |                                             | 190                                         | 190                                         |
| 1806 | 1806                                        |                                             | 225                                         | 225                                         |
| 1829 | 1829                                        |                                             | 265                                         | 265                                         |
| 1834 | 1834                                        |                                             | 286                                         | 286                                         |
| 1840 | 1840                                        |                                             | 303                                         | 303                                         |
| 1846 | 1846                                        |                                             | 318                                         | 318                                         |
| 1852 | 1852                                        |                                             | 326                                         | 326                                         |
| 1858 | 1858                                        |                                             | 327                                         | 327                                         |
| 1864 | 1864                                        |                                             | 291                                         | 291                                         |
| 1871 | 1871                                        |                                             | 306                                         | 306                                         |
| 1875 | 1875                                        |                                             | 312                                         | 312                                         |
| 1885 | 1885                                        |                                             | 352                                         | 352                                         |
| 1895 | 1895                                        |                                             | 397                                         | 397                                         |
| 1905 | 1905                                        |                                             | 426                                         | 426                                         |
| 1910 | 1910                                        |                                             | 433                                         | 433                                         |
| 1925 | 1925                                        |                                             | 425                                         | 425                                         |
| 1939 | 1939                                        |                                             | 472                                         | 472                                         |
| 1946 | 1946                                        |                                             | 610                                         | 610                                         |
| 1950 | 1950                                        |                                             | 596                                         | 596                                         |
| 1956 | 1956                                        |                                             | 598                                         | 598                                         |
| 1961 | 1961                                        |                                             | 634                                         | 634                                         |
| 1967 | 1967                                        |                                             | 649                                         | 649                                         |
| 1970 | 1970                                        |                                             | 684                                         | 684                                         |
| 1990 | 1990                                        |                                             | ?                                           | ?                                           |
| 2000 | 2000                                        |                                             | ?                                           | ?                                           |
| 2011 | 2011                                        |                                             | 759                                         | 759                                         |
| Datenquelle: Historisches Gemeindeverzeichnis für Hessen: Die Bevölkerung der Gemeinden 1834 bis 1967. Wiesbaden: Hessisches Statistisches Landesamt, 1968. Weitere Quellen: ; Zensus 2011 |                                             |                                             |                                             |                                             |

 Historische Religionszugehörigkeit
| Quelle: Historisches Ortslexikon |                                                                    |
| • 1829:                          | 264 evangelische, ein katholischer Einwohner                       |
| • 1885:                          | 352 evangelische (= 100 %) Einwohner                               |
| • 1961:                          | 481 evangelische (= 75,87 %), 81 katholische (= 12,78 %) Einwohner |

## Verkehr
Durch den Ort führt die Landesstraße 3061. Den öffentlichen Personennahverkehr stellt der RMV sicher.